# 三菱・コルトプラス
コルト プラス（COLT PLUS） は、三菱自動車工業のセミトールワゴンおよびステーションワゴンである。

## 概要
2004年登場。コルトをベースにリアを300mm延ばし、荷室を拡大している。また同クラスで初となる電動式リアテールゲート（名称：エレクトリックテールゲート）を全車標準装備している。
日本国内では1.5LのMIVEC 直列4気筒エンジンを搭載するが、台湾仕様（前期）では既存の4G1型では最大の排気量を誇る1.6Lの4G18型を搭載する（後期では1.5Lの4A91に変更）。
台湾仕様2007年販売型には独自のスポーツグレード「イオ」も存在した。
日本仕様は2012年8月に販売を終了したが、台湾（中華汽車）においてはその後も同市場の主力車種として改良を受けながら販売され続けている。

## 沿革
- 2004年10月25日 - 販売開始。同日にコルトのマイナーチェンジも行われた。グレード体系は「Standard」、「Sport」、「Sport-X」、「Elegance-X」、「RALLIART」の5つが設定された[注釈 2]。なお、当時はリコール問題の渦中であったため、発表会見は「商品説明会」として小規模に行われた。
- 2005年11月4日 - 一部改良。グレード体系を変更し、ビジネスグレードの「1.5S」、ベーシックグレードの「1.5E」、スポーツのテイストを取り入れた「1.5M」、安全性能や快適性能を高めた上級仕様の「1.5G」、ターボ車の「RALLIART」となった。バイオクリアフィルターを標準装備し、ヘッドライトには光軸調整機構を追加。RALLIARTはサスペンションの改良により乗り心地を向上した。同日、1.5Mをベースに消臭天井やオートエアコン等を装備し、MMES（三菱マルチエンターテイメントシステム）またはパネル一体型CDオーディオを選択可能な特別仕様車「リラックスエディション」、並びにRALLIARTをベースに、本来はメーカーオプションとして用意される2DIN・AV一体型DVDナビゲーション「MMES」と4スピーカーを装備した特別仕様車「ラリーアート ナビエディション」を発売。
- 2006年
  - 5月30日 - RALLIARTを一部改良。同日に発売されたコルトRALLIART Version-Rと同一デザインのエクステリアに変更し[注釈 3]、レカロ社製フルバケットシートをメーカーオプションで設定。エンジンも排気系の改良を行い、最高出力を向上した。
  - 11月21日 - 一部改良。従来の「1.5E」にベージュ基調のフロントベンチシートとリアプライバシーガラスを標準装備しながら価格を据え置いた新廉価グレード「1.5F」、特別仕様車「リラックスエディション」の装備内容を見直してカタロググレード化した「1.5M（従来設定されていたグレードと仕様が異なる）」、ブラック基調の内装と専用デザインを採用したスポーティグレード「1.5RX」の3グレードを追加。ボディカラーも「ディープブルーマイカ」、「アクアメタリック」を追加し、「ミディアムパープルメタリック」を拡大適応させた。
- 2007年
  - 3月 - 台湾で販売開始。中華汽車による現地生産である。
  - 11月14日 - 一部改良。既存の1.5Fと1.5Mを集約し、UV&ヒートプロテクトガラス、撥水フロントドアガラス、オートライトコントロール、エレクトリックテールゲートなどを装備した基本装備と便利機能を兼ね備えた新グレード「Very」を追加。同時にVeryに7インチワイドディスプレイHDDナビゲーション（MMES）を追加装備した「Very+navi」も設定された。既存の「1.5G」と「1.5RX」もメッキ付フロントメッシュグリルや新シート生地を採用するなどの改良を行った。
- 2008年10月23日 - 一部改良。新たに「Very」をベースにブラックインテリア、本革巻ステアリングホイール、タコメーターやハイコントラストメーターを採用した新グレード「COOL Very」を追加。この他、1.5RXにディスチャージヘッドランプを、Veryには4スピーカーと親水&ヒーテッドドアミラーを標準装備した。また、2WD車でアイドル回転数の見直しとCVTのシフトパターンを変更したことで燃費を向上。「平成22年度燃費基準+15%」を達成した。なお、今回の改良に伴い、Very+navi、RALLIARTを廃止した。
- 2010年6月3日 - 一部改良。「Very」と「COOL Very」はエンジンの排気量を1.3Lに変更し、2WD車は発電制御の導入とオルタネーターの効率向上などで「平成22年度燃費基準+25%」を達成し、既に適合済みの環境対応車普及促進税制における自動車取得税・自動車重量税の減税額が50%から75%に引き上げられた。4WD車も点火プラグなどの改良等により「平成22年度燃費基準+15%」を達成。新たに環境対応車普及促進税制に適合した。また、「1.5RX」も点火プラグなどの改良を行い、燃費を向上した。ボディカラーはアクアメタリックと入れ替えで、チタニウムグレーメタリックを追加した。なお、今回の一部改良モデルより、5年目以降の車検入庫時に保証延長点検（24ヶ月定期点検相当）を受けることを条件に適用される「最長10年10万km特別保証延長」の対象車種となった。
- 2011年7月27日 - 一部改良。ボディカラーにRVRで好評を得、コルトの一部グレードに既に設定されていた「カワセミブルーメタリック」を追加した。
- 2012年
  - 7月 - 日本国内向けが生産終了（在庫分の販売に移行する）。台湾向け生産のみとなる。
  - 8月 - 販売終了。ホームページの掲載も終了[注釈 4]。

以下、台湾市場のみでの沿革。
- 2013年9月 - 台湾仕様を大幅改良。エクステリアについてはボディシェルと（リヤゲートを除いた）ガラス以外のすべてを新造とする大掛かりな内容となり、ドアハンドルもフラップ型から門（取手）型へと変更。サイドパネルには深いキャラクターラインが入った。同時に、前後レンズ類にはLEDを備えて先進性をアピール。ホイールハブはPCD100/4穴からPCD114.3/5穴へと変更され、足回り剛性が増した。内装についても、デザイン変更と質感向上を施した。メカニズムについてはエンジンが1.6L・SOHCの4G18型から1.5L・DOHC・MIVECの4A91型へと変更され、CVTも同じスポーツモード付きだが、6速から7速に変更された。
- 2014年12月 - 派生車種のコルトプラスXスポーツ（X SPORT）を追加。オーバーフェンダーやルーフレール、専用15インチアルミを追加することで外観をクロスオーバーSUV風に仕上げ、インテリアにオレンジ色のアクセントを加えたモデルとなっている。
- 2016年2月 - ベルギーのパンチパワートレイン（ドイツ語版）製のCVTトランスミッションに切り替え、特別仕様車「X-Sport Offensive Special Edition」を発売した[1]。
- 2017年6月20日 - マイナーチェンジ。ヘッドライトを新造形とした上で、三菱の新しいデザインアイコンである「ダイナミックシールド」を採り入れたフロントマスクを採用。同時に、リヤコンビレンズも新造形のものに差し替えられた。メーターは新たに「TFTカラーディスプレイ」を採用。尚、この改良を機にXスポーツは廃止された。
- 2020年7月 - マイナーチェンジ。ボディの全長が4,320mmに若干短縮されたものの、全幅は1,710mmに若干拡大（日本でいう3ナンバー規格相当）された。
- 2021年5月7日 - マイナーチェンジ。全車にフロントフォグランプや前後パーキングレーダーなどが標準装備された[2]。
- 2022年1月 - グレードが整理され、2グレードでの販売となる[3]。
- 2024年11月 - マイナーチェンジ。全車にシートベルト警告システムや、OPだったブラックキットが標準装備された[4]。

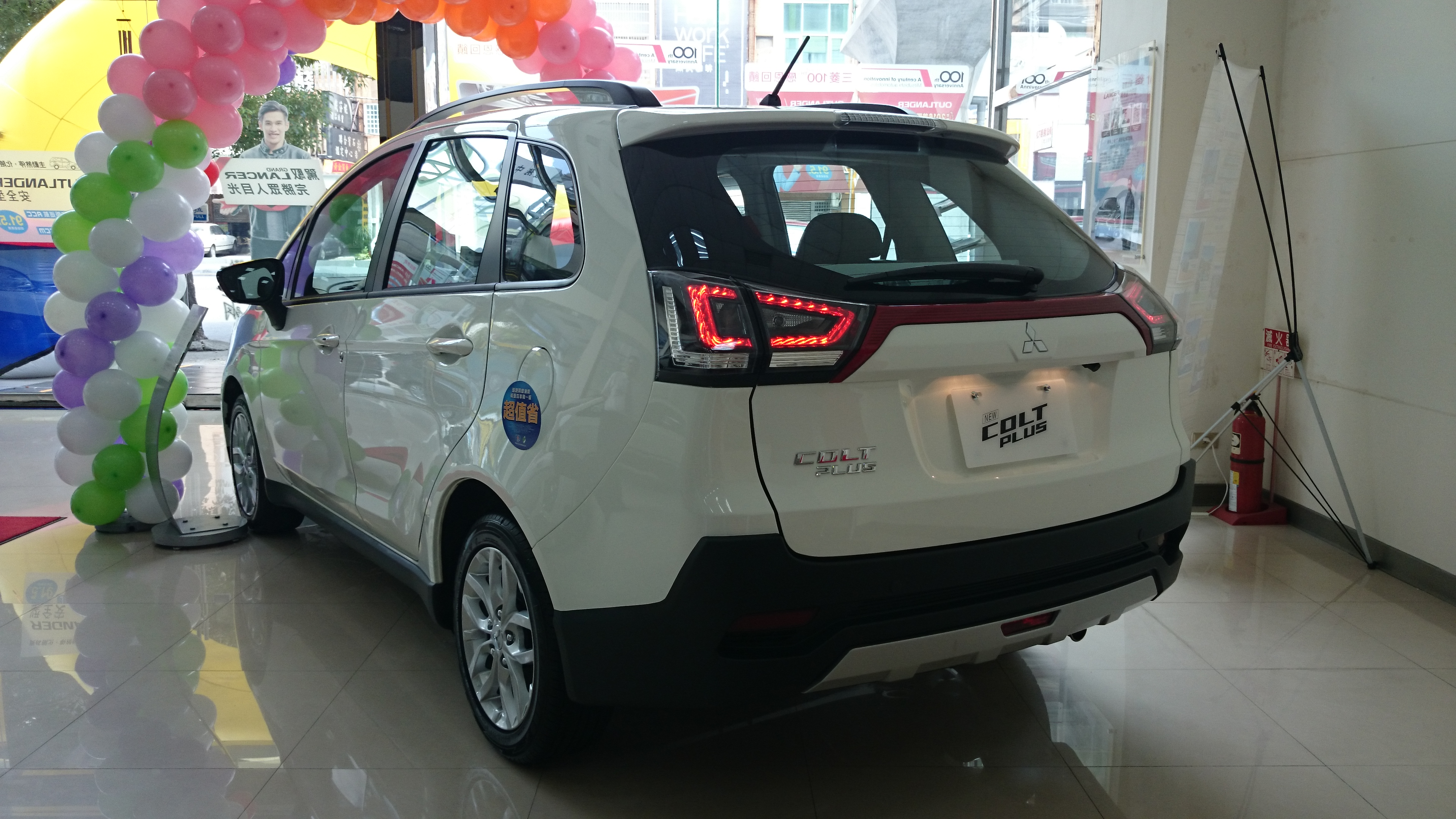
2017年台湾仕様リア

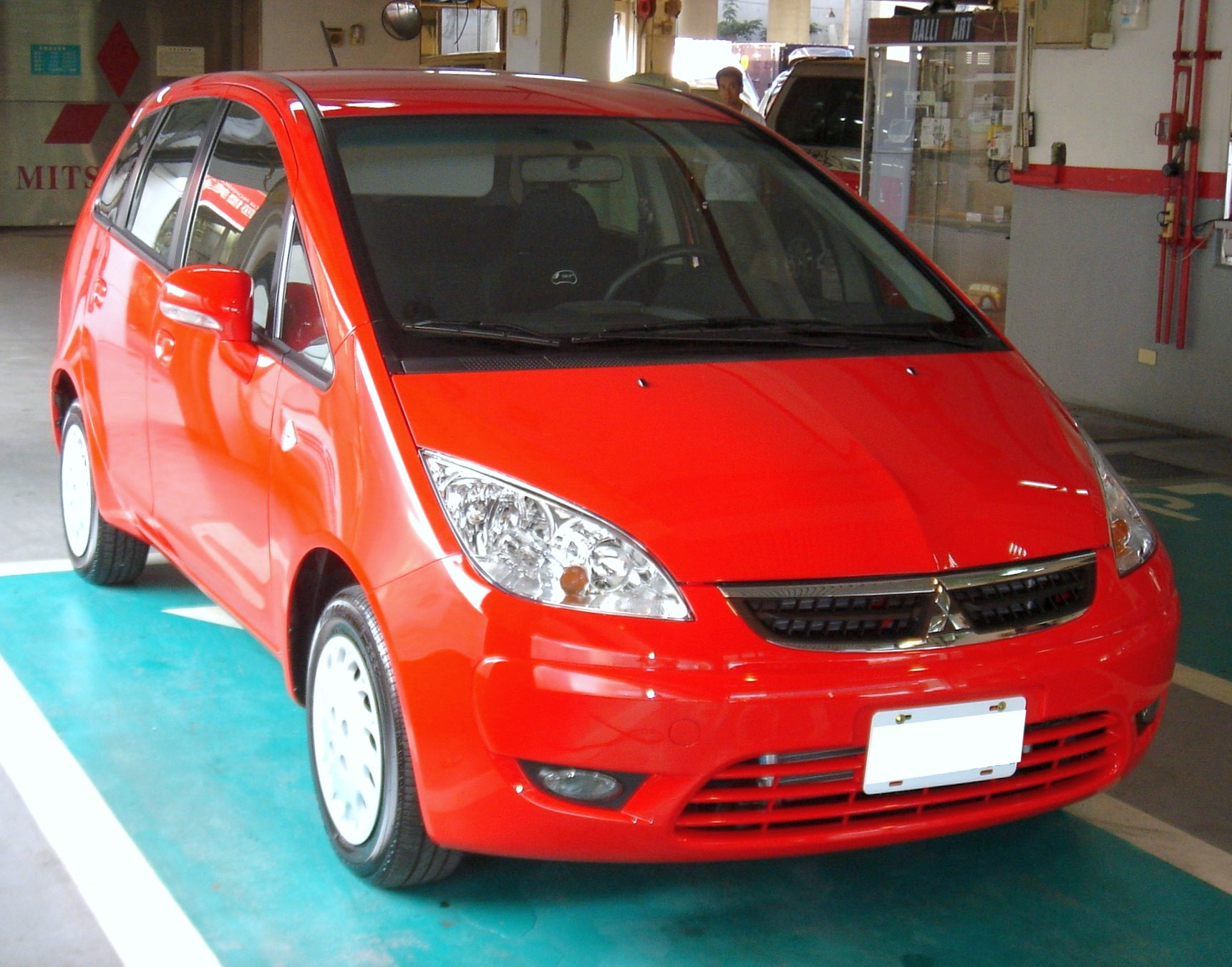
台湾仕様2007年販売開始型　フロント
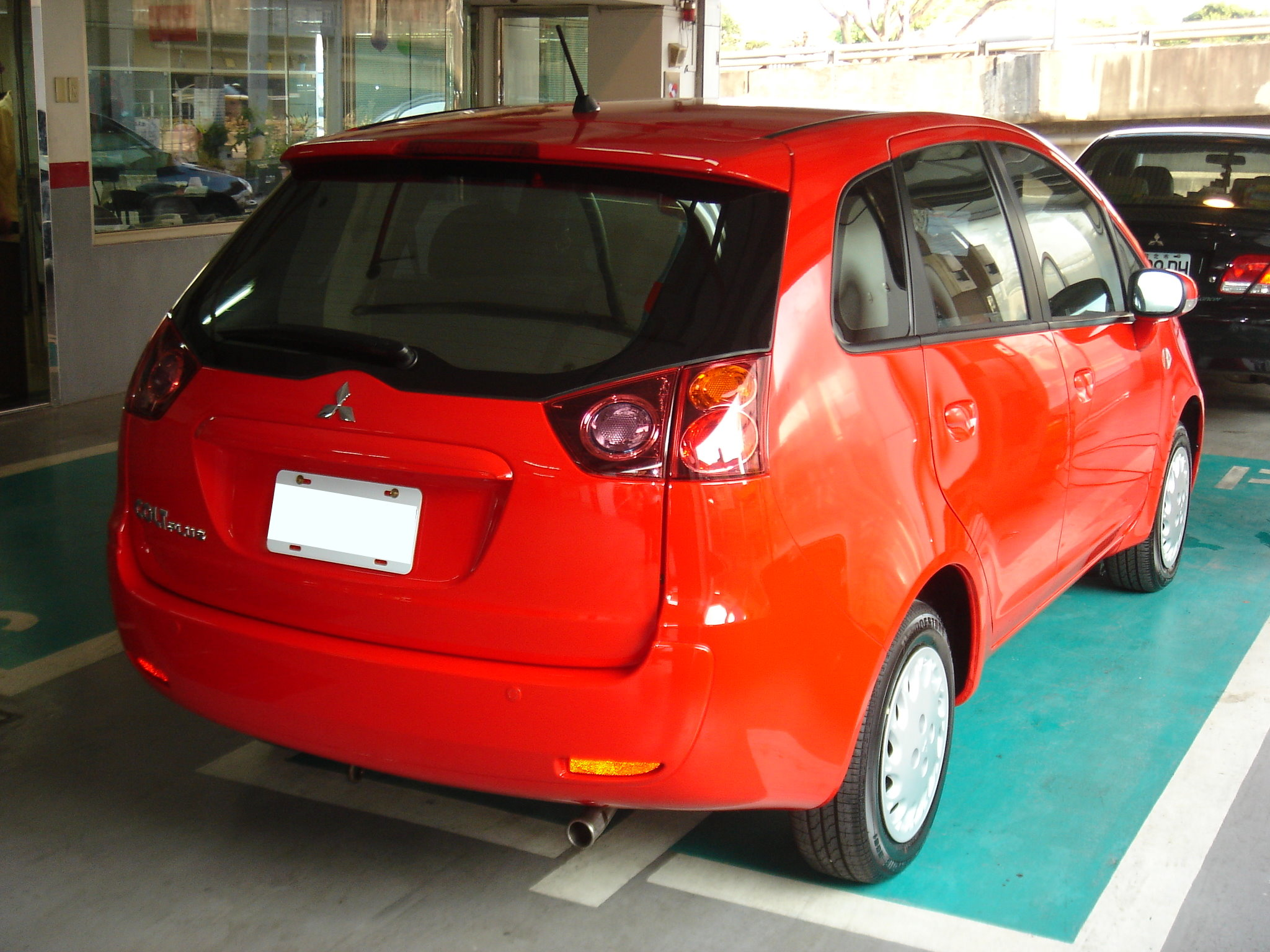
台湾仕様2007年販売開始型　リア
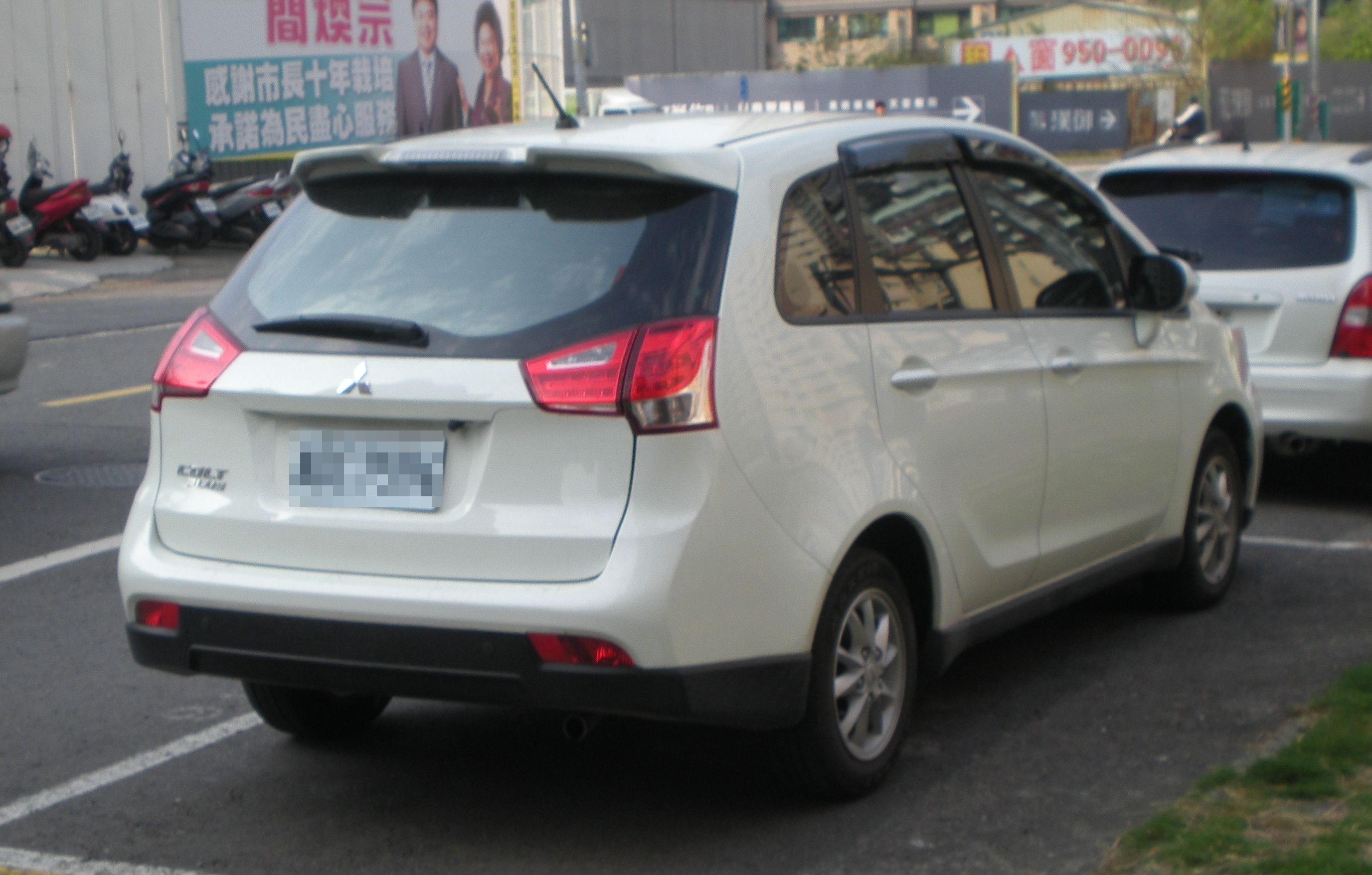
台湾仕様2013年9月改良型　リア
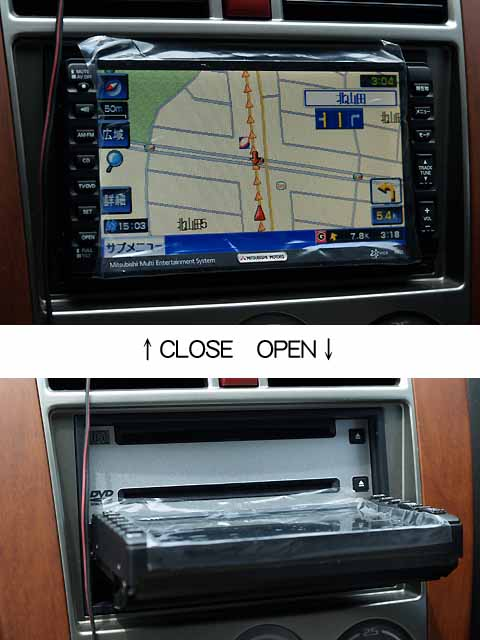
MMES（三菱マルチエンターテイメントシステム） ※メーカーオプション

## その他
- 日本国内及びニュージーランド向けは名古屋製作所岡崎工場（愛知県岡崎市）で生産しており（現在は終了）、台湾向けは中華汽車が生産を担当している。
- コルトで初採用され、同車の特徴である「カスタマー・フリー・チョイス」は引き続き設定された。生産の都合上で一部の装備しか選択できないが、インテリアからエクステリアまで幅広く選択が可能である。（2005年のマイナーチェンジで終了）

## 車名の由来
- ｢コルト（仔馬）｣に、より『走り』『荷室の広さ』『使い勝手』等の＋α要素が加わったため、コルトプラスと命名。

## 販売実績
※ 伸縮型のメニューとして掲載する。[表示]をクリックすると一覧表示される。

### 注記
1. ↑  「イオ」は、ランサーやアウトランダーにも設定されていた。
2. ↑  RALLIARTを除き、4WD車の設定がある。
3. ↑  厳密には以下の点が異なる。
・オーバーフェンダー装着の有無（コルトVRは15mm拡大）
・フロント左右のスポイラー及び車体左右のエアロパーツ形状（コルトVRはデザイン上オーバーフェンダーと繋がっている）
・Cピラー以降の車体後部（ボディそのものが異なるため。テール下部はコルトプラスの別グレードにはない専用エアロパーツを装着）
以上により互換性のない部品が存在するが、ユーザーによる交換や加工によりVRのエクステリアを装着し同一化した例も存在する。コルトプラスRALLIARTにコルトRALLIART Version-Rの外装（及びMT換装等）を施した例。
4. ↑  ミラージュのホームページ掲載からしばらくすると消滅した。
5. ↑  2016年月別販売台数を合算した数値。
6. ↑  2017年月別販売台数を合算した数値。